# Elecciones federales de México de 2021 en Querétaro
Las elecciones federales de México de 2021 en Querétaro se llevaron a cabo el domingo 6 de junio de 2021, y en ellas se renovaron los siguientes cargos de elección popular:
- 5 diputados federales. Miembros de la cámara baja del Congreso de la Unión. Cinco elegidos por mayoría simple. Todos ellos electos para un periodo de tres años a partir del 1 de agosto de 2021 con la posibilidad de reelección por hasta tres periodos adicionales.

## Resultados electorales

### Diputados federales por Querétaro

#### Diputados electos
- Resultados en negrita indican ganancia de partido.

| Distrito | Candidato                     | Partido | Partido | Resultado | Margen  |
| -------- | ----------------------------- | ------- | ------- | --------- | ------- |
| 1        | Sonia Rocha Acosta            |         |         | Reelecta  | 15.19 % |
| 2        | Marcia Solórzano Gallego      |         |         | Electa    | 7.97 %  |
| 3        | Ignacio Loyola Vera           |         |         | Electo    | 11.77 % |
| 4        | Felipe Fernando Macías Olvera |         |         | Reelecto  | 27.7 %  |
| 5        | Erika Díaz Villalón           |         |         | Electa    | 27.52 % |

#### Resultados
|  | 45.26 % |

|  | 24.50 % |

|  | 14.32 % |

|  | 3.74 % |

|  | 2.12 % |

|  | 1.83 % |

|  | 1.50 % |

|  | 1.45 % |

|  | 1.10 % |

|  | 1.08 % |

|  | 3.02 % |

|  | 0.06 % |

|  | 100 % |

|  | 52.13 % |

## Resultados por distrito electoral

### Distrito 1. Cadereyta de Montes
|  | 37.07 % |

|  | 21.38 % |

|  | 19.77 % |

|  | 6.24 % |

|  | 3.70 % |

|  | 2.16 % |

|  | 1.56 % |

|  | 1.48 % |

|  | 0.98 % |

|  | 0.91 % |

|  | 4.41 % |

|  | 0.03 % |

|  | 100 % |

### Distrito 2. San Juan del Río
|  | 38.85 % |

|  | 30.88 % |

|  | 15.88 % |

|  | 2.57 % |

|  | 2.54 % |

|  | 2.25 % |

|  | 1.91 % |

|  | 1.75 % |

|  | 3.29 % |

|  | 0.07 % |

|  | 100 % |

### Distrito 3. Santiago de Querétaro
|  | 46.11 % |

|  | 34.34 % |

|  | 9.91 % |

|  | 2.24 % |

|  | 1.61 % |

|  | 1.34 % |

|  | 0.99 % |

|  | 0.92 % |

|  | 2.47 % |

|  | 0.06 % |

|  | 100 % |

### Distrito 4. Santiago de Querétaro
|  | 52.99 % |

|  | 25.29 % |

|  | 9.60 % |

|  | 2.68 % |

|  | 1.74 % |

|  | 1.33 % |

|  | 1.06 % |

|  | 0.95 % |

|  | 0.94 % |

|  | 0.88 % |

|  | 2.45 % |

|  | 0.08 % |

|  | 100 % |

### Distrito 5. El Pueblito
|  | 47.93 % |

|  | 20.41 % |

|  | 16.30 % |

|  | 4.00 % |

|  | 1.78 % |

|  | 1.70 % |

|  | 1.42 % |

|  | 1.29 % |

|  | 1.29 % |

|  | 1.01 % |

|  | 2.82 % |

|  | 0.04 % |

|  | 100 % |